# Брукнойдорф
Брукнойдорф (нім. Bruckneudorf) — громада округу Нойзідль-ам-Зее у землі Бургенланд, Австрія.
Брукнойдорф лежить на висоті  150 м над рівнем моря і займає площу  36,7 км². Громада налічує 2903 мешканців. 
Густота населення 79/км².  
|                                      |
| Брукнойдорф на мапі округу та землі. |

Бургомістом міста є Герард Драйсцкер. Адреса управління громади: Bahnhofplatz 5, 2460 Bruckneudorf. 

## Демографія
Історична динаміка населення міста за даними сайту Statistik Austria

## Галерея
Історичні мапи:

Північ
Південь

## Виноски
1. ↑  Dauersiedlungsraum der Gemeinden Politischen Bezirke und Bundesländer - Gebietsstand 1.1.2018 — Статистичне управління Австрії.
2. ↑  Einwohnerzahl 1.1.2018 nach Gemeinden mit Status, Gebietsstand 1.1.2018 — Статистичне управління Австрії.
3. ↑  www.bruckneudorf.eu. Архів оригіналу за 24 серпня 2013. Процитовано 14 жовтня 2013.
4. ↑  Gemeindedaten von Bruckneudorf. Архів оригіналу за 25 січня 2016. Процитовано 14 жовтня 2013.

| Австрія | Це незавершена стаття з географії Австрії. Ви можете допомогти проєкту, виправивши або дописавши її. |